# Desoxycytidinedifosfaat
Desoxycytidinedifosfaat of dCDP is een desoxyribonucleotide die is opgebouwd uit het nucleobase cytosine, het monosacharide desoxyribose en twee fosfaatgroepen. Het kan worden gevormd door de hydrolyse van desoxycytidinetrifosfaat (dCTP).